# نورث هینکسی
نورث هینکسی (به انگلیسی: North Hinksey) یک روستا و محله مدنی در بریتانیا است که در ویل آو وایت هرس واقع شده‌است. نورث هینکسی ۴٬۳۱۶ نفر جمعیت دارد.